# Benjamina (ime)
Benjamina je žensko osebno ime.

## Izvor imena
Ime Benjamina je ženska oblika imena Benjamin.

## Različice imena
Bena, Benja, Benka

## Pogostost imena
Po podatkih Statističnega urada Republike Slovenije je bilo na dan 31. decembra 2007 v Sloveniji število ženskih oseb z imenom Benjamina: 35.

## Osebni praznik
Osebe z imenom Benjamina godujejo takrat kot Benjamini, to je 11. februarja in 31. marca.